# Яренский районный краеведческий музей

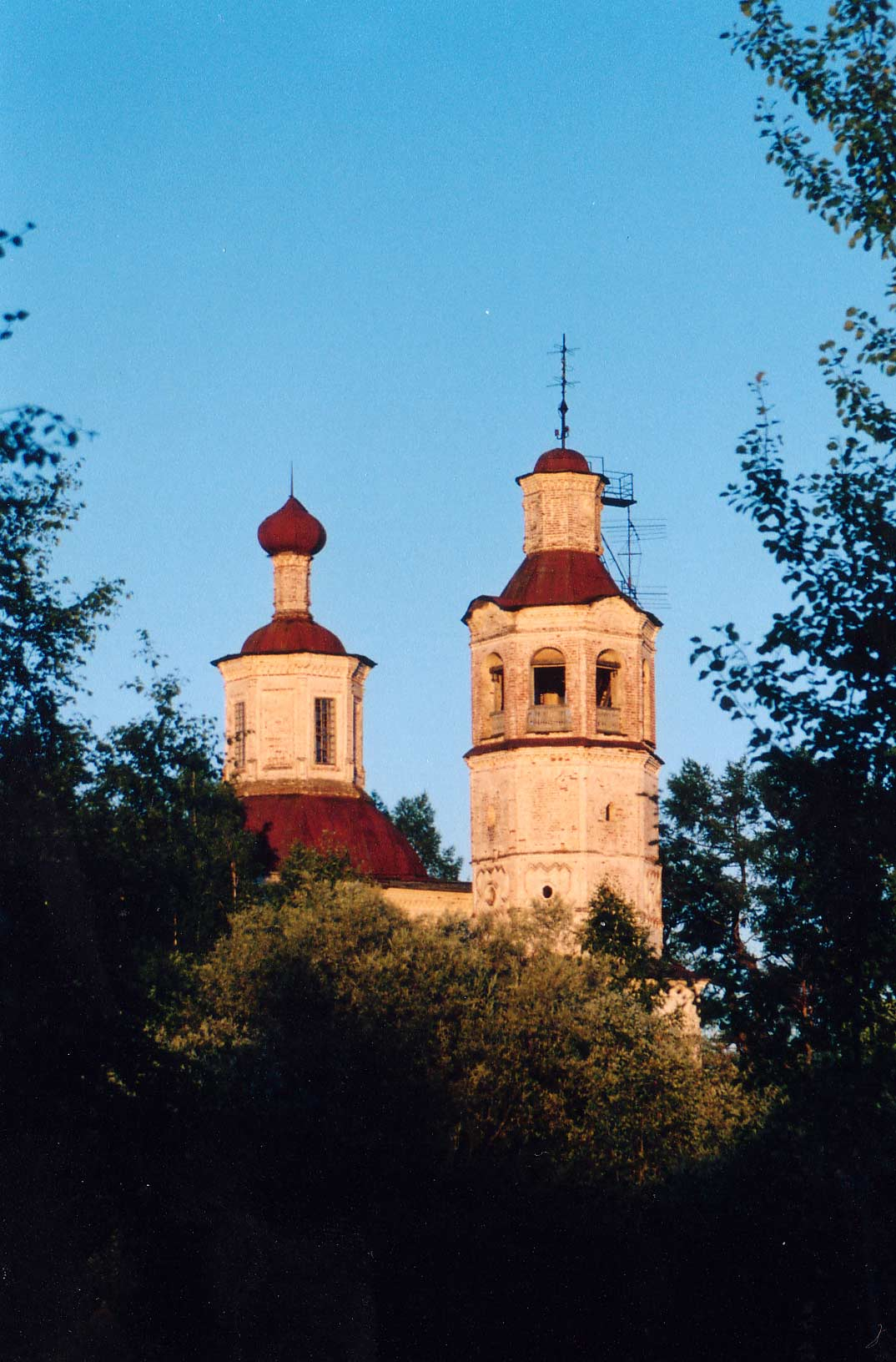
Музей располагается в здании Спасо-Преображенского собора

Я́ренский райо́нный краеве́дческий музе́й — государственный музей, расположенный в селе Яренск Архангельской области. Ведёт свою историю с 1905 года, в настоящее время располагается в здании Спасо-Преображенского собора.

## История музея
6 октября 1904 года постановлением земского собрания было принято постановление об открытии музея наглядных (учебных) пособий при Яренском мужском приходском училище. В 1905 году в городе Яренск, бывшем в то время центром Яренского уезда Вологодской губернии, был открыт музей.
В 1913 году в результате пожара здания училища музей был закрыт и восстановлен в 1915 году во вновь построенном здании Яренского женского приходского училища. В экспозицию были включены изделия учащихся уезда.
После революции в 1919 году экспозиция составляет основу вновь образованного «Педагогического музея».
В 1924 году Совет общества краеведения переименовывает «Педагогический музей» в «Районный музей местного края». Музей работает на общественных началах. В новом музее оформляются отделы: местной природы, производственный, историко-археологический.
В 1929 году музею передаётся здание Спасо-Преображенского собора. В новом здании музей открывается 27 июня 1930 года и получает название «Районный краеведческий музей». Благодаря этому в Спасо-Преображенском соборе прекрасно сохранилось внутреннее убранство и фрески.

Экспозиции музея

Экспозиции музея

## Экспозиции
В настоящее время[когда?] в музее существуют следующие экспозиции:
- Отдел природы
- Вычегодский край в истории России
  - Край в XVII—XVIII вв.
  - Край в XIX—начале XX вв.
  - Становление Советской власти. Гражданская война.1917—1920 гг.
  - Образование Ленского района
  - Сельское хозяйство и лесная промышленность в 1924—1940 гг.
  - Районная организация ВКП(б)-КПСС
  - Районная организация ВЛКСМ
  - Ленский район в годы Великой Отечественной войны. 1941—1945 гг.
- По ступеням пятилеток. 1946—1990 гг.
  - Лесная промышленность. 1946—1990 гг.
  - Сельское хозяйство. 1946—2000 гг.
  - Народное образование. 1946—2000 гг.
  - Здравоохранение
  - Культура
  - История Яренска

В музее постоянно организуются временные экспозиции.
Кроме того, посетители могут подняться на колокольню собора, посетить реставрируемый зал собора и деревянную Георгиевскую часовню 1889 года постройки, перевезённую к музею из деревни Микшина Гора.

## Расписание работы
Время работы музея в будние дни: с 9 до 17 часов, обеденный перерыв с 13 до 14 часов. Продажа билетов до 12:30 и 16:30. В воскресенье музей работает с 9 до 16 часов. Выходной — суббота.